# MicroGraphic Image
MicroGraphicImage foi uma companhia de software de computador que produziu jogos no início dos anos oitenta para a predominantemente Atari hardware.

## Formação
MicroGraphicImage foi iniciada pelos ex-empregados de uma empresa chamada Games By Apollo (Jogos de Apollo). Games By Apollo tinha sido entre as empresas que tinham produzido jogos para o Atari 2600, e da criação de um excesso de jogos baratos. No pré-mercado do Natal de 1983, a empresa se tornou insolvente. Na altura, eles tinham um monte de jogos em obras de um certo número de plataformas, incluindo o Atari 400 e 800. Três antigos programadores da Games By Apollo iriam formar a MicroGraphicImage: Tim Martin, Robert Barber e Cash Foley. Tim Martin tinha sido um dos desenvolvedores chumbo na plataforma Atari 2600 e Cash Foley tinha sido no Atari 800.

## Contrato de Desenvolvimento
A pericia de Tim e Robert's foram para a Atari 2600. Além disso, foram dis-satisfeito com o tipo de dinheiro a ser feito através de contrato do desenvolvimento do jogo. Sua estratégia foi a de utilizar o contrato de programação para alavancar o financiamento de uma publicação de software de empresa. Trouxeram Cash Foley em como Atari e técnicos especializados com a programação do computador Apple Inc.. O trio foi em janeiro de 1983 para a Consumer Electronics Show de Las Vegas. Foi lá que eles desenvolveram uma relação com Gary Carlson, um dos fundadores dos irmãos Brøderbund. No início de 1983, os jogos da MicroGraphicImage foram desenvolvidos no âmbito do contrato da Brøderbund, Parker Brothers, e a CBS Electronics enquanto o desenvolvimento de Spelunker por si.

## Spelunker
Tim e Robert tinha sido desenvolvedores do projeto do jogo Spelunker por algum tempo, porém, era demasiado ambicioso para o Atari 2600. Tim, Robert e Cash co-desenvolveram o jogo. Tim foi responsável pela "lógica do jogo", Cash desenvolveu o motor gráfico e nível editor do jogo, e Robert foi o designer gráfico e nível editor. 
Em 1983, muitos jogos de computador tinha um "nome" a ela ligada. Spelunker foi ideia original de Tim e ele programou a lógica do jogo. Quando o jogo foi lançado, o trio fez uma decisão estratégica para colocar o nome da Tim na frente, convencido que este foi o primeiro de muitos jogos e todos eles têm o seu turno. Infelizmente, o jogo teve recessão no início no Inverno de 1982, e só pioraram. Foi muito difícil obter distribuidores de jogos de ter jogos de pequenos editores em um único jogo. Embora MicroGraphicImage foi capaz de manter um fluxo constante de contrato de trabalho, a sobrecarga financeira da empresa vai concentrar em editores, que não foram capazes de fazer cumprir terminado. 
Em 1984, eles transformaram a publicação sobre a Brøderbund e fez a versão Commodore 64. A C64 foi muito parecido com o Atari e muito pouco tinha de ser mudado. Ela tinha Caracteres Graphic modo compatível com o Atari GM1. Tinha melhor som Sprite e apoio, mas eles não fizeram muito para explorar esta. Era sobretudo um porto.

## Fim de Operações
Eventualmente, MicroGraphicImage esgotou o dinheiro e fechou as suas portas. Realmente não abrem falência, eles simplesmente deixariam de operar. Tim continuou trabalhando com a Broderbund em um nível empresarial e conseguiu recuperar a totalidade da dívida através de versões de NES e Coin-op. 
Tim e Cash continuou a trabalhar em conjunto incluindo uma Amiga Publishing empresa com o nome de Inovatronics. Eventualmente, Tim foi um fundador do Provedor de acesso à Internet, Internet América. A partir de 2007, Cash Foley está trabalhando em Perot Systems.